# Campeonato Femenino Sub-17 de la OFC 2017
El Campeonato Femenino Sub-16/Sub-17 de la OFC 2017 fue la cuarta edición de dicho torneo. Participaron los ocho equipos de la OFC. El torneo se disputó en Samoa entre el 4 y el 18 de agosto de 2017.
Para este torneo, el límite de edad se redujo de menores de 17 a menores de 16 años.
El campeón del torneo clasificó para la Copa Mundial Femenina de Fútbol Sub-17 de 2018 que se desarrolló en Uruguay.

## Fase de grupos

### Grupo A
| Equipo             | Pts | PJ | PG | PE | PP | GF | GC | Dif |
| ------------------ | --- | -- | -- | -- | -- | -- | -- | --- |
| Nueva Zelanda      | 9   | 3  | 3  | 0  | 0  | 32 | 1  | +31 |
| Nueva Caledonia    | 6   | 3  | 2  | 0  | 1  | 8  | 8  | 0   |
| Samoa              | 3   | 3  | 1  | 0  | 2  | 4  | 14 | -10 |
| Polinesia Francesa | 0   | 3  | 0  | 0  | 3  | 2  | 23 | -21 |

| 5 de agosto de 2017 | Samoa | 0:6 (0:2) | Nueva Caledonia                                                          | J.S. Blatter Football Complex, Apia, Samoa         |                                                    |
| 14:00               |       | Reporte   | - 30', 51', 65' Takamatsu - 40' Matao - 54' (a.g.) Tuimavave - 88' Pahoa | Asistencia: 300 espectadores Árbitra: Torika Delai | Asistencia: 300 espectadores Árbitra: Torika Delai |

| 5 de agosto de 2017 | Polinesia Francesa | 1:17 (1:10) | Nueva Zelanda | J.S. Blatter Football Complex, Apia, Samoa      |                                                 |
| 17:00               | - Kohueinui 13'    | Reporte     | - 3', 5', 10', 12', 41', 45', 87' Brown - 17', 20', 52' Maynard - 38', 50', 53' Wisnewski - 45+2' Hahn - 47', 72' Jenkins - 90+1' Jensen | Asistencia: 100 espectadores Árbitra: Sione Mau | Asistencia: 100 espectadores Árbitra: Sione Mau |

| 8 de agosto de 2017 | Nueva Zelanda                                                                           | 7:0 (3:0) | Nueva Caledonia | J.S. Blatter Football Complex, Apia, Samoa            |                                                       |
| 14:00               | - Jensen 17' - Wisnewski 24' - Jenkins 45+2', 61', 87' - Cunningham-Lee 54' - Brown 75' | Reporte   |                 | Asistencia: 100 espectadores Árbitra: Tapaita Lelenga | Asistencia: 100 espectadores Árbitra: Tapaita Lelenga |

| 8 de agosto de 2017 | Polinesia Francesa | 0:4 (0:2) | Samoa                                                  | J.S. Blatter Football Complex, Apia, Samoa                |                                                           |
| 17:00               |                    | Reporte   | - 12' Sataraka - 32' Ah Ki - 65' Uiagalelei - 85' Ruby | Asistencia: 300 espectadores Árbitra: Talalelei Faalavaau | Asistencia: 300 espectadores Árbitra: Talalelei Faalavaau |

| 12 de agosto de 2017 | Nueva Zelanda                                                            | 8:0 (2:0) | Samoa | J.S. Blatter Football Complex, Apia, Samoa            |                                                       |
| 14:00                | - Brown 37', 84', 90' - Jenkins 56', 58' - Stewart 45', 73' - Fraser 83' | Reporte   |       | Asistencia: 200 espectadores Árbitra: Tapaita Lelenga | Asistencia: 200 espectadores Árbitra: Tapaita Lelenga |

| 12 de agosto de 2017 | Nueva Caledonia          | 2:1 (0:1) | Polinesia Francesa | Estadio Nacional de Fútbol de Samoa, Apia, Samoa   |                                                    |
| 17:00                | - Pahoa 46' - Palene 56' | Reporte   | - 41' Kohueinui    | Asistencia: 100 espectadores Árbitra: Torika Delai | Asistencia: 100 espectadores Árbitra: Torika Delai |

### Grupo B
| Equipo               | Pts | PJ | PG | PE | PP | GF | GC | Dif |
| -------------------- | --- | -- | -- | -- | -- | -- | -- | --- |
| Fiyi                 | 7   | 3  | 2  | 1  | 0  | 6  | 1  | +5  |
| Islas Cook           | 6   | 3  | 2  | 0  | 1  | 7  | 3  | +5  |
| Tonga                | 4   | 3  | 1  | 1  | 1  | 7  | 4  | +3  |
| Samoa Estadounidense | 0   | 3  | 0  | 0  | 3  | 2  | 14 | -12 |

| 4 de agosto de 2017 | Samoa Estadounidense | 1:4 (0:3) | Fiyi                                              | J.S. Blatter Football Complex, Apia, Samoa       |                                                  |
| 14:00               | - Naolavoa 71'       | Reporte   | - 11', 21' Sinukula - 18' Buke - 60' V. Bainivalu | Asistencia: 150 espectadores Árbitra: Rani Perry | Asistencia: 150 espectadores Árbitra: Rani Perry |

| 4 de agosto de 2017 | Islas Cook                      | 3:1 (3:0) | Tonga          | J.S. Blatter Football Complex, Apia, Samoa |                     |
| 17:00               | - Taringa 13' - Viking 29', 31' | Reporte   | - 86' Polovili | Árbitra: Ben Aukwai                        | Árbitra: Ben Aukwai |

| 7 de agosto de 2017 | Fiyi | 0:0     | Tonga | J.S. Blatter Football Complex, Apia, Samoa        |                                                   |
| 14:00               |      | Reporte |       | Asistencia: 100 espectadores Árbitra: Arnold Tari | Asistencia: 100 espectadores Árbitra: Arnold Tari |

| 7 de agosto de 2017 | Samoa Estadounidense | 0:4 (0:2) | Islas Cook                                                 | J.S. Blatter Football Complex, Apia, Samoa        |                                                   |
| 17:00               |                      | Reporte   | - 4' Tatuava - 20' (pen.), 76' (pen.) Murare - 51' Taringa | Asistencia: 200 espectadores Árbitra: Fina Angelo | Asistencia: 200 espectadores Árbitra: Fina Angelo |

| 11 de agosto de 2017 | Tonga                                                                   | 6:1 (3:1) | Samoa Estadounidense | J.S. Blatter Football Complex, Apia, Samoa        |                                                   |
| 14:00                | - Lutu 17', 85' - Feke 24' - Polovili 37' - Taukapo 72' - Talasinga 73' | Reporte   | - 45+2' Tofaeono     | Asistencia: 100 espectadores Árbitra: Fina Angelo | Asistencia: 100 espectadores Árbitra: Fina Angelo |

| 11 de agosto de 2017 | Fiyi                                     | 2:0 (1:0) | Islas Cook | J.S. Blatter Football Complex, Apia, Samoa       |                                                  |
| 17:00                | - Sinukula 24' - Drodrolagi 90+1' (pen.) | Reporte   |            | Asistencia: 200 espectadores Árbitra: Rani Perry | Asistencia: 200 espectadores Árbitra: Rani Perry |

## Fase Final
|  | Semifinales        | Semifinales        |                 |               | Final              | Final              |  |
|  | Apia, 15 de agosto | Apia, 15 de agosto |                 |               | Apia, 18 de agosto | Apia, 18 de agosto |  |
|  |                    |                    |                 |               |                    |                    |  |
|  |                    |                    |                 |               |                    |                    |  |
|  | Nueva Zelanda      | 9                  |                 |               |                    |                    |  |
|  | Nueva Zelanda      | 9                  |                 |               |                    |                    |  |
|  | Islas Cook         | 0                  |                 |               |                    |                    |  |
|  | Islas Cook         | 0                  |                 | Nueva Zelanda | 6                  |                    |  |
|  |                    |                    |                 | Nueva Zelanda | 6                  |                    |  |
|  |                    |                    | Nueva Caledonia | 0             |                    |                    |  |
|  | Fiyi               | 2                  | Nueva Caledonia | 0             |                    |                    |  |
|  | Fiyi               | 2                  |                 |               |                    |                    |  |
|  | Nueva Caledonia    | 4                  |                 |               |                    |                    |  |
|  | Nueva Caledonia    | 4                  |                 |               |                    |                    |  |
|  |                    |                    |                 |               |                    |                    |  |

### Semifinales
| 15 de agosto de 2017 | Nueva Zelanda                                                                                         | 9:0 (7:0) | Islas Cook | J.S. Blatter Football Complex, Apia, Samoa       |                                                  |
| 17:00                | - Brown 18', 31', 34' - Jenkins 27', 28' - Hahn 37' (pen.) - Ramsay 40' - Stewart 61' - Wisnewski 79' | Reporte   |            | Asistencia: 150 espectadores Árbitra: Ben Aukwai | Asistencia: 150 espectadores Árbitra: Ben Aukwai |

| 15 de agosto de 2017 | Fiyi                          | 2:4 (0:1) | Nueva Caledonia                                     | J.S. Blatter Football Complex, Apia, Samoa      |                                                 |
| 20:00                | - Rokociri 67' - Lagilevu 87' | Reporte   | - 47' Ihage - 50' Pahoa - 64' Takamatsu - 78' Matao | Asistencia: 100 espectadores Árbitra: Sione Mau | Asistencia: 100 espectadores Árbitra: Sione Mau |

### Final
| 18 de agosto de 2017 | Nueva Zelanda                                                    | 6:0 (1:0) | Nueva Caledonia | J.S. Blatter Football Complex, Apia, Samoa            |                                                       |
| 17:00                | - Maynard 27', 57', 66', 68' - Iekawe 62' (a.g.) - Wisnewski 72' | Reporte   |                 | Asistencia: 250 espectadores Árbitra: Tapaita Lelenga | Asistencia: 250 espectadores Árbitra: Tapaita Lelenga |

|                                  |
| Bandera de Nueva Zelanda         |
| Campeón Nueva Zelanda 4.º título |

## Clasificada aUruguay 2018
| Bandera de Nueva Zelanda |
| Nueva Zelanda            |